# 榎本千花俊
榎本 千花俊（えのもと ちかとし、1898年‐1973年）は、大正時代から昭和時代の日本画家。

## 来歴
鏑木清方の門人。1898年、東京赤坂に生まれる。本名は親智（ちかとし）。千花俊と号した。18歳の時、1916年から清方に師事している。この頃、清方は本郷龍岡町に住んでおり、先輩に1913年入門の寺島紫明、山川秀峰がいた。まず1918年6月に上野公園美術学校倶楽部にて開催された第4回郷土会展に「幻」を、1920年3月に上野松坂屋にて開催の第5回郷土会展に「おしろい」、「ウンスン加留多」を出品している。清方門下らによる郷土会展においては、この後、1923年3月の日本橋三越にて開催の第8回展に「戻駕籠の人形」、「梅川」を、1924年3月の第9回展（上野松坂屋）に「羽子板と羽根」、「京都所見（嵐山　稲荷山）」を、1925年5月の第10回展（銀座松坂屋）に「鬼童丸」、「求女二図」、「油壷」、「花札」、「おはじき」を、1926年5月の第11回展（日本橋三越）に「愛宕山風景」を、1927年5月の第12回展（日本橋三越）に「本牧所見」を、1928年5月の第13回展（日本橋三越）に「公園二題（公園二題・公園）」を、1929年5月の第14回展（上野松坂屋）に「スイングの練習（スイング）」を、1930年6月の第15回展（上野松坂屋）に「錦魚」を出品したことが知られている。そして、1931年5月、上野松坂屋で開催された第16回郷土会展に「池畔寸興（池畔秋興）」、「春興」を出品、この第16回展を最後に郷土会としての展覧会は中止となった。また、この間、千花俊は1928年7月に上野松坂屋で行われた郷土会第二部の第1回展にも「人形の治兵衛」、「人形の深雪」という作品を出品している。この郷土会第二部というのは、清方の孫弟子を中心に据えて、清方直門の弟子たちが作品を特別出品した展覧会であった。
千花俊はこのように郷土会に作品を発表しつつ、1921年に東京美術学校日本画科を卒業、翌1922年開催の第4回帝展に出品した「旅」という文楽を画題とした作品において初入選を果たした。これ以降、1926年の第7回帝展に作品を出品たほか、1927年の第8回帝展に「ハンモックのむすめ」を、1928年の第9回帝展に「撞球戯」（二曲一隻）を出品、入選している。そして、1930年の第11回帝展に出品した「御苑散歩」（二曲一隻）により特選を受賞している。1931年第12回帝展に「銀盤讃」（二曲一隻）、1932年第13回帝展に「池畔春興」、1933年第14回帝展に「揚揚戯」を、1934年第15回帝展に「庭」を出品、選出されたほか、洗練された美人画を得意とした千花俊は後の新文展においても入選を果たし、主として官展を中心に活躍している。1933年の「揚揚戯」はドレスを着た若い女性がヨーヨーをして遊ぶ様子を描いており、彼女らのわきにはクリスマスツリーが設置されている。ヨーヨーは当時、アメリカから渡来したもので、当時のモダンな状況をよく捉えている。
1936年には秩父宮御成婚記念に際して東京府養正館の画史絵画壁画揮毫を依頼され、「松平定信（海岸巡視）」を奉納している。1937年10月の第1回新文展に「真心を結ぶ」を出品した後、、翌1938年の第2回新文展に「昆虫」を出品、、1939年には同門の伊東深水、山川秀峰らを中心とし、青衿会を結成、千花俊はその展覧会の委員を務めている。1939年の第3回新文展には「魚窓」という作品を出品している。1940年、千花俊と同門の門井掬水、寺島紫明、桜井霞洞が中心になって「清流会」を結成し、展覧会を開催している。1941年の第4回新文展に「白藤」を、1942年の献納展には「銀嶺」という作品を出品した。1943年の第6回新文展に「別れの舞」を、1944年11月の文部省戦時特別美術展に「分析挺身」（無監査）を出品したことが知られている。1946年、日展委員を務めた。1973年、死去、享年、数えで76。

## 作品
- 「揚々戯」　絹本着色 島根県立石見美術館所蔵　1933年　第14回帝国美術院展出品
- 「銀嶺」　絹本着色 東京国立近代美術館所蔵　1942年　献納展出品
- 「銀座の柳」　絹本着色 ホノルル美術館所蔵　1930年代初頭
- 「松平定信」 紙本著色 額装 166x181cm 神宮徴古館蔵 1833-42年（昭和8-17年）[1]